# Sterling Knight
Sterling Knight, född 5 mars 1989 i Houston, Texas, är en amerikansk skådespelare, sångare och låtskrivare. Han är mest känd i rollen som Chad Dylan Cooper i Disneyserien Sonnys chans. Han har också varit med i Hannah Montana där han spelar Lucas, då han var ihop med Lily. Han har även varit med i filmerna 17 Again då han spelar Alex och Starstruck då han spelar Christopher Wilde.

## Film
- Calm
- Balls Out: Gary the Tennis Coach
- 17 Again
- Privileged
- Elle: A Modern Cinderella Tale
- The Muppets
- Transit
- Landmine Goes Click
- It Snows All The Time

## Tv
- Hi-Jinks
- Hannah Montana
- The Closer
- Out of Jimmy's Head
- Grey's Anatomy
- Starstruck
- Sonny with a Chance
- So Random!
- Randy Cunningham: 9th Grade Ninja
- Melissa & Joey
- The Hotwives of Orlando

## Musikvideor
- 2008 – La La Land (Demi Lovato)
- 2010 – Something About the Sunshine (Anna Margaret)
- 2010 – StarStruck (från Starstruck)
- 2010 – Got To Believe (från Starstruck)